# Turistická značená trasa 8605
 Turistická značená trasa 8605 měří 6,4 km; spojuje obec Vyšná Revúca a rozcestí Chyžky v centrální části pohoří Velké Fatry na Slovensku.

## Průběh trasy
Stoupá zpočátku zvolna zalesněným terénem Zelenou dolinoua proti proudu potoka Lopušná, v závěru prudce po travnatém svahu hory Chyžky.
| Km  | Místo        | Navazující a křižující trasy                                                | Souřadnice                      | Nadm. výška  |
| --- | ------------ | --------------------------------------------------------------------------- | ------------------------------- | ------------ |
| 0   | Vyšná Revúca | 5601                                                                        | 48°54′23″ s. š., 19°9′46″ v. d. | 719 m n. m.  |
| 6,4 | Chyžky       | Naučná stezka Hrebeňom Veľkej Fatry, 2733, 0870 (Velkofatranská magistrála) | 48°55′29″ s. š., 19°6′8″ v. d.  | 1331 m n. m. |

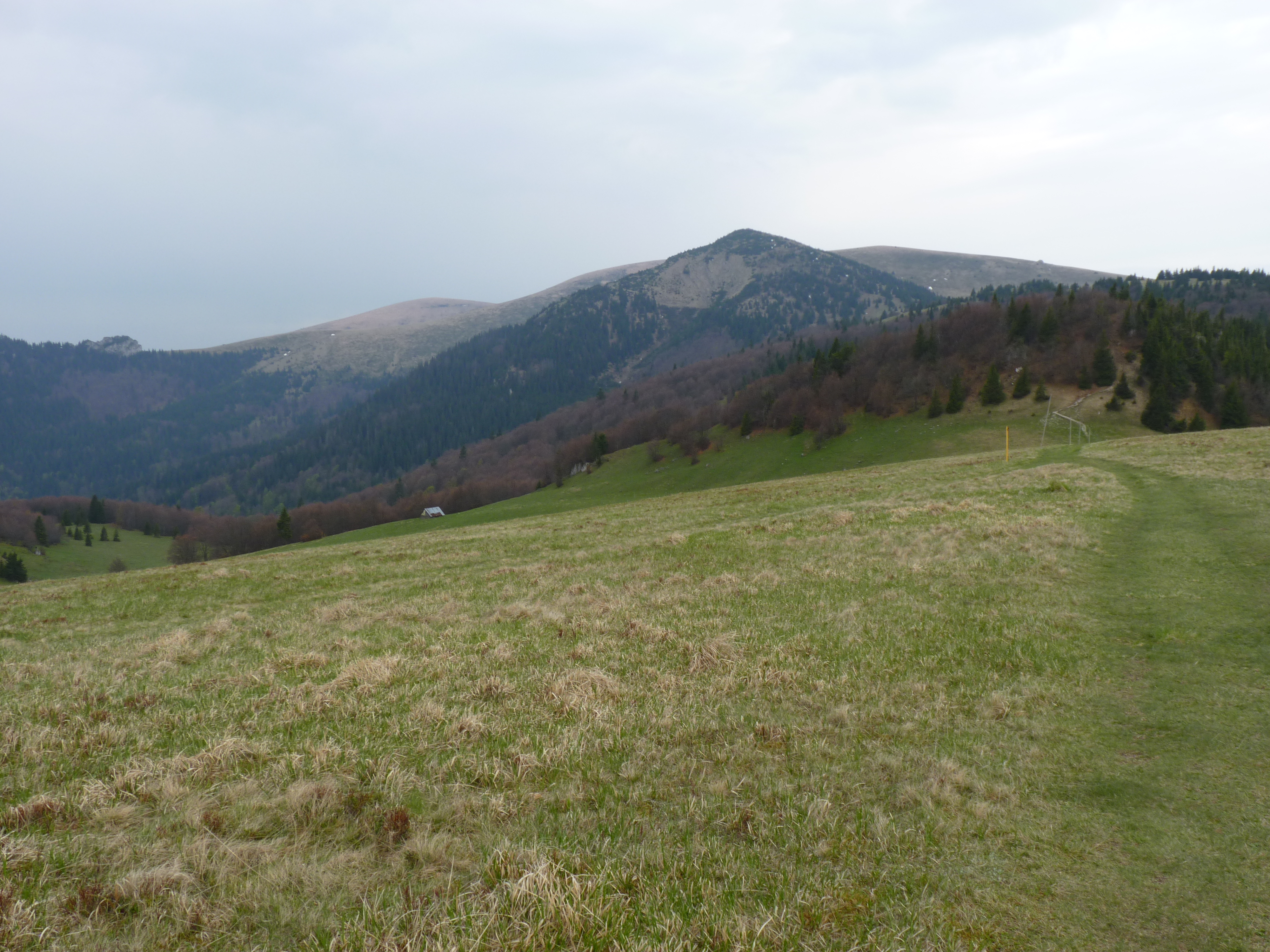
Chyžky
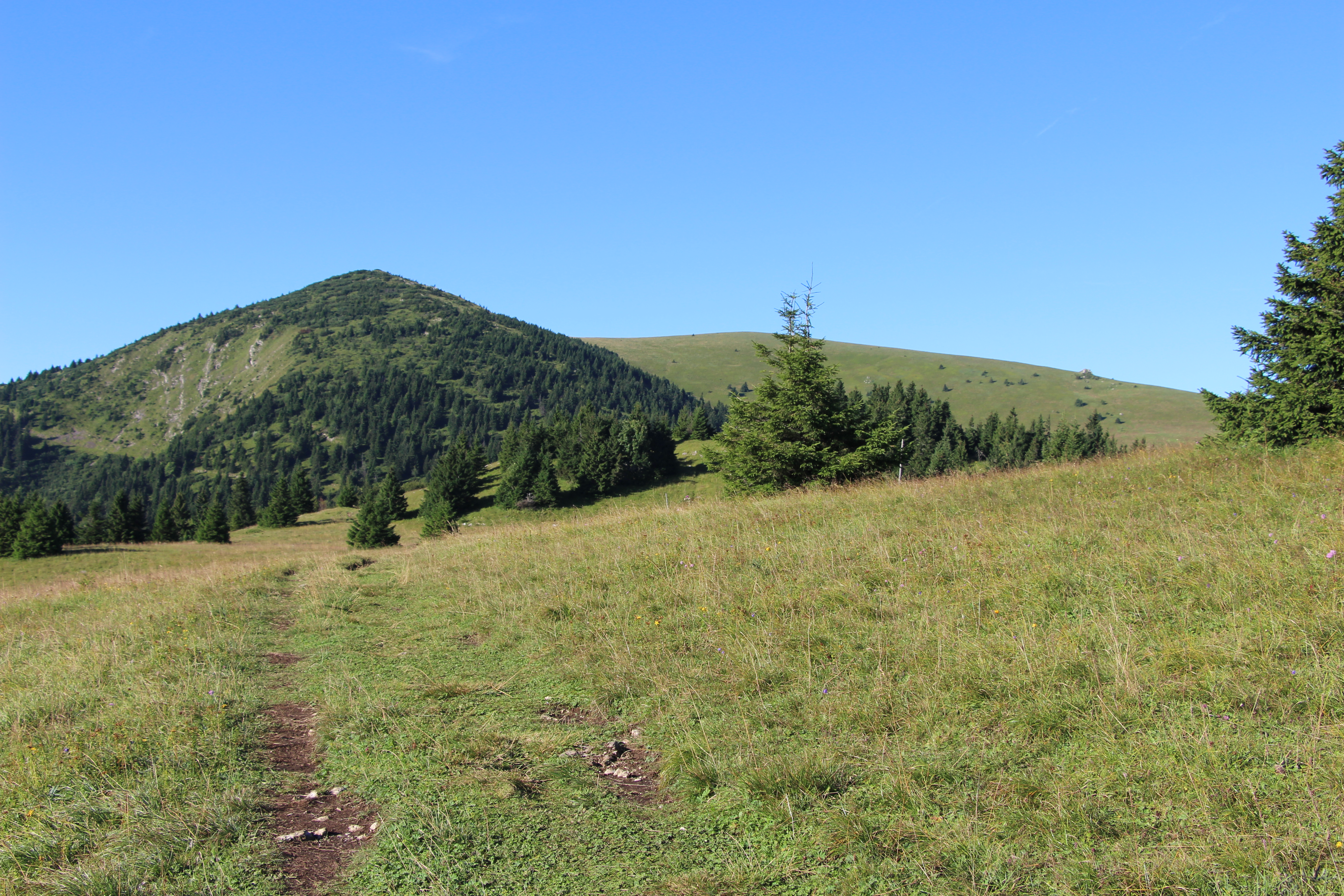
Chyžky